# Sálin hans Jóns míns

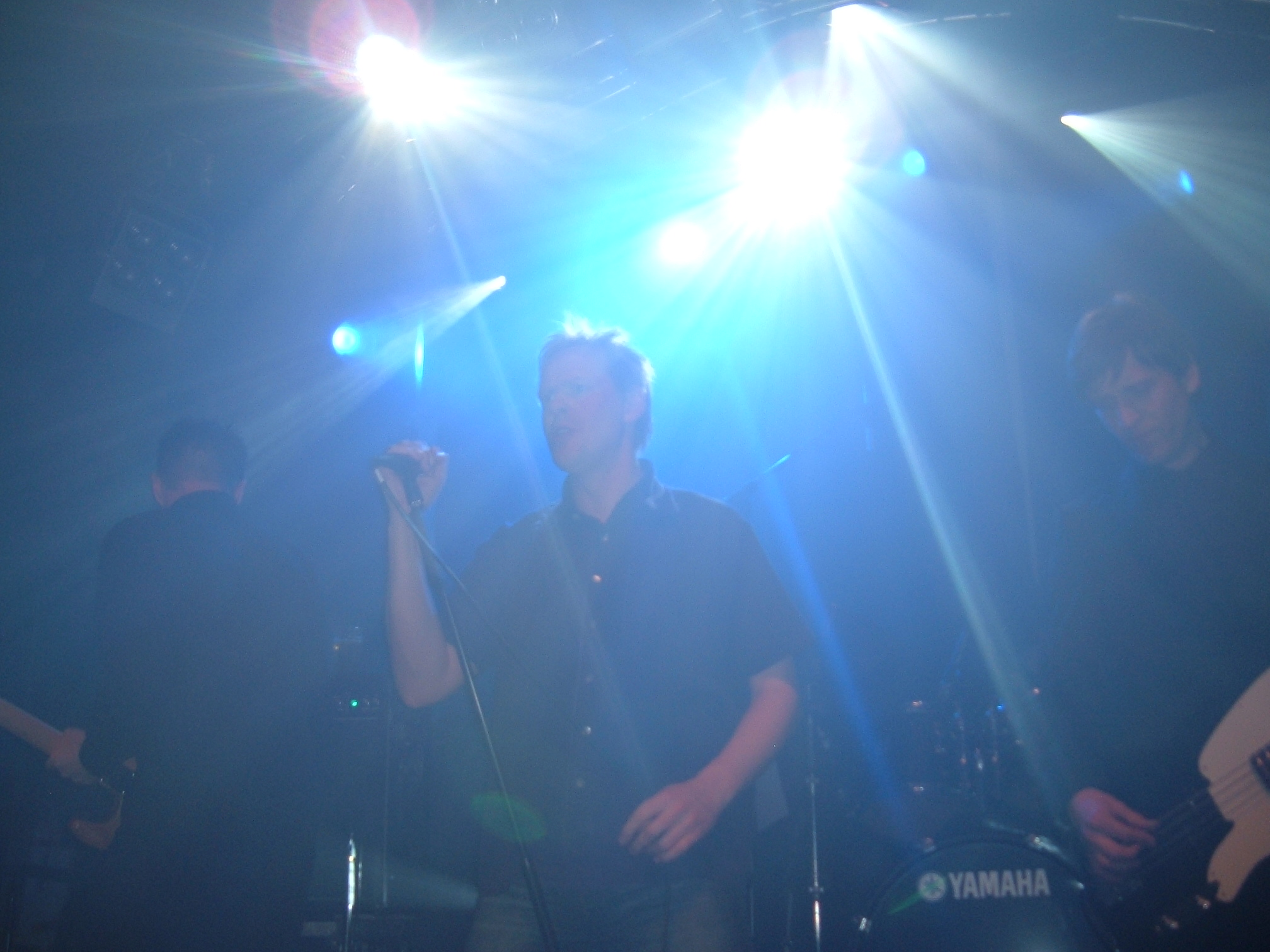
Stefán Hilmarsson

Sálin hans Jóns míns är ett isländskt rockband från Reykjavik. Bandet grundades 1988 då Guðmundur Jónsson, Jón Ólafsson och Stefán Hilmarsson bestämde sig för att skapa ett band. De höll sin första konsert mars 1988.

## Medlemmar
- Stefán Hilmarsson - sång
- Guðmundur Jónsson - gitarr
- Friðrik Sturluson - bas
- Jens Hansson - synt
- Jóhann Hjörleifsson - trummor

## Diskografi
- Syngjandi sveittir – 1988.
- Hvar er draumurinn? – 1989.
- Sálin hans Jóns míns – 1991.
- Garg – 1992.
- Þessi þungu högg – 1992.
- Sól um nótt – 1995.
- Gullna hliðið – 1998.
- 12. ágúst '99 – 1999.
- Annar máni – 2000.
- Logandi ljós – 2001.
- Vatnið – 2003.
- Undir þínum áhrifum – 2005.
- Sálin og Gospel – 2006.
- Arg – 2008.
- Upp og niður stigann - 2010.
- Glamr - 2013.